# Парк санатория «Ясная Поляна»
Парк санатория «Ясная Поляна» — парк культуры и отдыха, расположенный в Ялте. Составляет единый дворцово-парковый ансамбль вместе со дворцом Голицына.
Площадь парка — 18 гектаров.

## История
В 30-х годах XIX века на территории будущего парка по проекту архитектора Филиппа Эльсона (первоначальный проект принадлежал французу О. Монферрану) была построена помещичья усадьба из серого камня с зубчатыми башнями. Гаспринский замок строился для российского государственного деятеля, князя А. Н. Голицына. Благоустройство имения довершила разбивка парка, начатая в 1835 году и завершённая в 1980-х годах.
В основу парка легли цветники возле стен поместья, регулярная терраса возле южного фасада и главная въездная аллея, ведущая от ворот поместья к северному входу во дворец и обсаженная платанами и каштанами. На других склонах был разбит небольшой пейзажный парк. Его основу составили представители крымской флоры: дуб, бук, граб, клён, тополь. Из Никитского ботанического сада в новосозданный парк были завезены кипарисы, платаны, лавры, каштаны. В центральной части парка устроен источник в виде каменной «руины» с позолоченным бронзовым крестом наверху, из боковых отверстий которого стекала вода, образуя небольшое озерцо.
После смерти А. Н. Голицына в 1844 году усадьба и прилегающий к ней парк пришли в упадок. Имение перешло в руки Кочубениной (1870—1956), затем стало собственностью графини С. В. Паниной, общественного и политического деятеля Российской империи. С 8 сентября 1901 года по 25 июня 1902 года в имении на территории парка жил Лев Толстой, которого Панина пригласила погостить в своём имении в Гаспре, узнав о том, что врачи рекомендовали писателю лечение в Крыму. Здесь Л. Толстой встречался с А. Чеховым, В. Короленко, А. Куприным, Ф. Шаляпиным. Также писатель гулял по аллеям парка, отдыхал возле грота, ездил верхом по Царской тропе (сейчас Солнечная тропа), спускался к морю. С советских времён на территории парка был организован санаторий «Ясная Поляна», который работает и поныне.